# Матильда Глостерская (графиня Честер)
Матильда (Мод) Глостерская, известна также как Мод ФицРоберт (англ. Maud of Gloucester, Maud FitzRobert, фр. Mathilde de Gloucester), (ум. 29 июля 1190) — дочь Роберта Глостерского, незаконнорождённого сына короля Англии Генриха, жена Ранульфа де Жернона, графа Честера.

## Происхождение
Матильда была дочерью Роберта Глостерского и его жены Мабель Фиц-Хэмон Глостерской. Роберт был побочным сыном короля Англии Генриха I от, предположительно, Сибиллы Корбе. По материнской линии Матильда была внучкой Роберта Фиц-Хэмона, нормандского рыцаря, основателя Кардиффа, участвовавшего в завоевании Уэльса, и Сибиллы Монтгомери.

## Биография

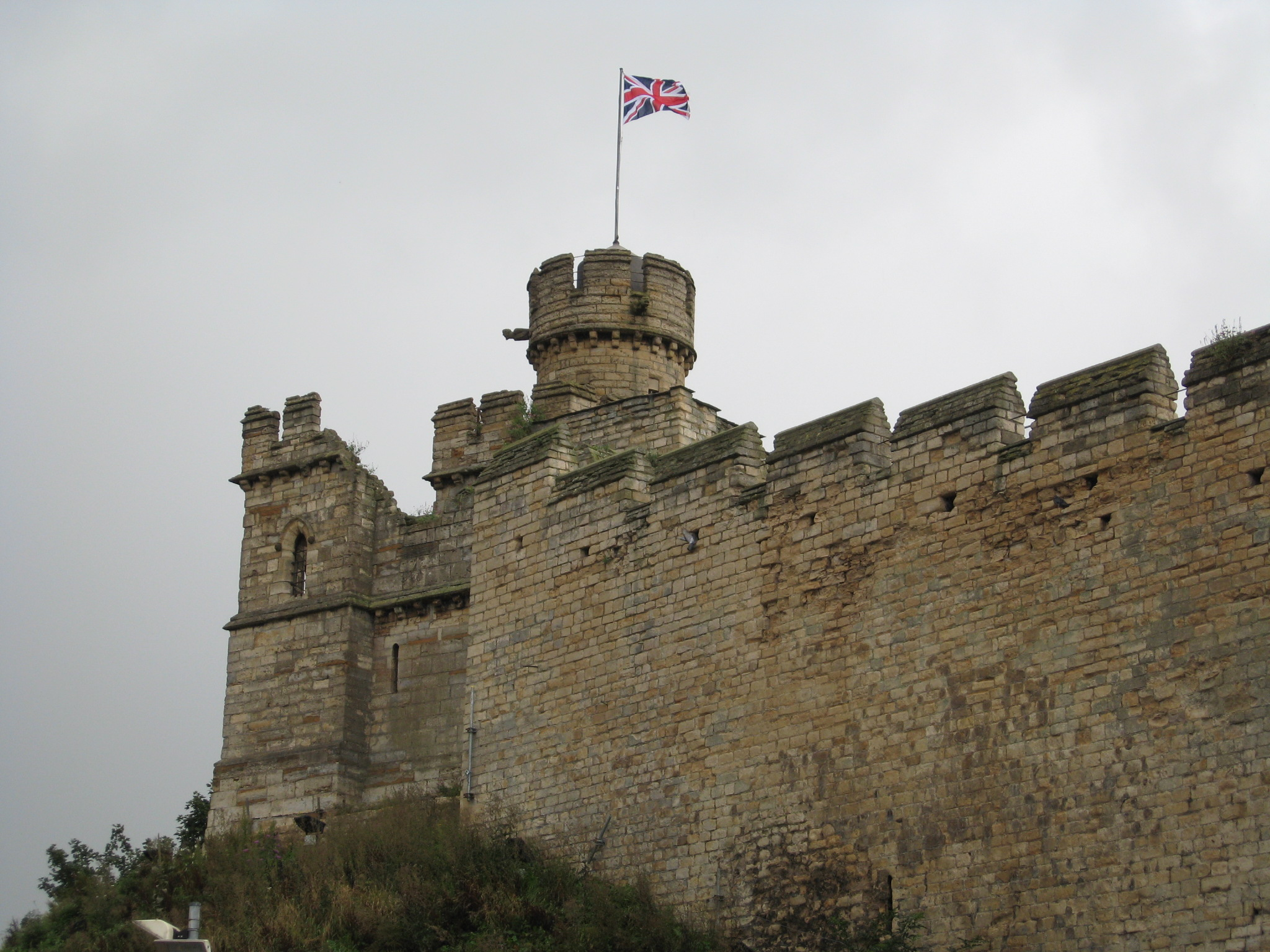
Замок Линкольн котором Матильда Глостерская была осаждена в 1141 году армией Стефана Блуаского

Матильда вышла замуж до 1141 года за графа Честера Ранульфа де Жернона. В браке она приняла титул графини Честера. Вскоре после свадьбы в январе 1141 года Матильда была осаждена в замке Линкольн войсками Стефана Блуаского.
У Матильды и Ранульфа было трое детей:
- Гуго де Кевельок (1147—1181) — будущий граф Честера. Был женат на Бертраде де Монфор, имел шестерых детей.
- Ричард Честерский (ум. между 1170 и 1175)
- Беатриса Честерская, замужем за Раулем де Мальпа.

16 декабря 1153 года Матильда якобы отравила мужа при содействии Вильяма Ноттингемского. Старший сын Матильды и Ранульфа Гуго унаследовал титул графа и земли своего отца по состоянию на 1135 год, тогда как все приобретения Ранульфа в период феодальной анархии были возвращены короне либо их бывшим владельцам.
В 1172 году Матильда основала монастырь Рэптон в Дербишире.
Умерла Матильда Глостерская 29 июля 1190 года. Об этом свидетельствует запись в хронике «Annals of Tewkesbury».